# 松枝茂夫
松枝 茂夫（まつえだ しげお、1905年9月25日 - 1995年9月23日）は、日本の中国文学者。東京都立大学名誉教授。

## 経歴
出生から修学期
1905年、佐賀県西松浦郡有田町に生まれた。幼時から母方の姓である松枝を名乗った。東京帝国大学支那文学科で学び、竹内好、武田泰淳、増田渉、周作人らと親交を結んだ。1930年、東京帝国大学を卒業。
中国文学研究者として
1939年、九州帝国大学専任講師に採用された。1941年、助教授に昇進。1940年から岩波文庫で『紅楼夢』の刊行を始めるが、3冊を刊行したところで戦争のため中止となった。
戦後の1947年、東京大学文学部助教授となったが、翌1948年の妻の病没に衝撃を受けて退職し、九州へ戻った。1950年、小倉市立北九州外国語大学教授となり、1951年には『紅楼夢』の訳を完成させた。1952年、東京都立大学 (1949-2011)教授となり、また再婚した。1969年に東京都立大学を定年退職し、名誉教授となった。その後は早稲田大学教授として教鞭を執った。1976年、早稲田大学を定年退職。1985年に『紅楼夢』の改訳版を完結刊行した。

## 研究内容・業績
専門は中国文学。戦争による中断もはさみ、『紅楼夢』全邦訳を完成させた。
松枝茂夫コレクション
2018年、早稲田大学に書籍、書作品等が寄贈されている。その中には、中国文学研究会同人と交わした書簡や、日本・中国・台湾の著名作家と交わした書簡がある。また周作人や沈従文の書も含まれている。1953年から1991年まで断続的に書かれた日記25冊もあり、貴重な同時代史史料になっている。

## 家族・親族
- 子：松枝到は文化史学者。母は再婚した妻。

## 著作
著書
- 『鏡花縁の話』生活社(日本叢書) 1946
- 『中国の小説』白日書院 1948
- 『陶淵明：隠逸詩人』(中国の詩人：その詩と生涯 2) 、和田武司と共著、集英社 1985
- 『中国文学のたのしみ』岩波書店 1998

著作集
- 『松枝茂夫文集』全2巻、研文出版 1998-1999

1. 「紅楼夢ほか 作品論」
2. 「周作人ほか 作家・研究者論」

訳書
- 『辺城』沈従文著、改造社(大陸文学叢書) 1938
- 『中国の西北角』范長江（英語版）著、改造社 1938
  - 再版 筑摩叢書 1983
- 『北伐』郭沫若著、改造社 1938
- 『西康・西蔵踏査記』劉曼卿著、岡崎俊夫共訳、改造社 1939
  - 叢書版 (近代チベット史叢書 11) 慧文社 2015
  - 改題改訳版『女性大使チベットを行く』(中国辺境歴史の旅) 陳舜臣編・解説、白水社 1986
- 『紅楼夢』(全14冊) 曹雪芹・高蘭墅補、岩波文庫 1940-1951
  - 改訳新版（全12冊）1985
- 『模糊集』郝懿行著、生活社 1944
- 『朝華夕拾』魯迅著、東西出版社 1947
  - 改訳版『朝花夕拾』岩波文庫 1978
- 『思痛記』李小池著、宝雲舎 1947
- 『浮生六記：うき世のさが』沈復（中国語版）著、佐藤春夫共訳 岩波文庫 1947 
  - 単独改訳『浮生六記 浮生夢のごとし』同 1981
- 『魯迅の故家』周遐寿著、今村与志雄共訳、筑摩書房 1955
- 『両地書：許広平[4]と書簡』(魯迅選集 3・4) 竹内好共訳、岩波書店 1956
  - 再版 筑摩叢書 1978
  - 作品集「魯迅選集」岩波書店 1956(全13冊)
  - 新版 増田渉・竹内好共編、岩波書店 1980
- 『宝のひょうたん』張天翼（中国語版）著、岩波少年文庫 1958、改版 1978
- 『聊斎志異』(中国古典文学全集) 蒲松齢著、増田渉・常石茂・稲田孝共訳、平凡社 1958-1959 - 各・全2冊
  - 単行版 1963年
  - 改訳版 平凡社(中国古典文学大系)
  - 普及版 平凡社(奇書シリーズ)
  - 再訂版 平凡社ライブラリー 全6冊 2009-2010
- 『水滸伝』(全3冊) 施耐庵著、岩波少年文庫 1959-1960 
  - 改版 1979、2001年
- 『創造十年』郭沫若著、岩波文庫 1960
- 『中国笑話選』武藤禎夫共訳編、平凡社東洋文庫 1964 
  - ワイド版 2003年
- 『蜀碧』彭遵泗著、平凡社東洋文庫 1965 
  - ワイド版 2003年
- 『左伝』(中国の思想 11) 経営思潮研究会 1965
  - 改訂版 徳間書店 1978
- 『陶淵明』李長之著、和田武司共訳、筑摩叢書 1966
  - 新版 1985年
- 『陶庵夢憶（中国語版）』張岱著、岩波文庫 1981 
  - ワイド版 2002年
- 『笑府：中国笑話集』馮夢竜著、岩波文庫 1983
- 『中国名詩選』(全3冊) 岩波文庫 1983-1986
  - ワイド版 1991年
- 『画本 紅楼夢』(全5冊) 中央公論社 1984
  - 愛蔵版(全2冊) 1993
- 『西遊記』呉承恩著、講談社(青い鳥文庫) 1985
- 『西安事変前後/塞上行・1936年中国』范長江著、岸田五郎共訳、筑摩書房 1989
- 『陶淵明全集』 和田武司共訳、岩波文庫 1990 
  - ワイド版 1991年
  - 新版 2002年

### 周作人関連
- 『周作人随筆集』周作人著、改造社 1938
- 『中国新文学之源流』周作人著、文求堂(支那学翻訳叢書) 1939
- 『瓜豆集』周作人著、創元社 1940
- 『周作人文芸随筆抄』冨山房百科文庫 1940
  - 改訂版『周作人随筆』木山英雄補訂 1996
- 『文芸論集』周作人著、生活社 1940
- 『結縁豆』周作人著、実業之日本社 1944

## 松枝茂夫に関する参考資料
- 『松枝茂夫文集』附載年譜
- 小川利康 2019「早稲田大学會津八一記念博物館所蔵「松枝茂夫旧蔵書簡」目録」『文化論集』55,早稲田商学同攻会,233-243頁.PDF
- 杉本達夫 2019「回想 わたしの中の松枝茂夫先生」『文化論集』55, 早稲田商学同攻会, 259-264頁.PDF
- 中村みどり 2019「戦時における日中研究者のつながり：松枝茂夫宛陶晶孫関連書簡二通について」『文化論集』55, 早稲田商学同攻会, 245-258頁.PDF